# Tarlabaşı, Havran
Tarlabaşı là một xã thuộc huyện Havran, tỉnh Balıkesir, Thổ Nhĩ Kỳ. Dân số thời điểm năm 2010 là 240 người.